# Chelemys megalonyx
Chelemys megalonyx é uma espécie de roedor da família Cricetidae.
Apenas pode ser encontrada no Chile.